# Elecciones estatales de Nayarit de 2008
Las elecciones estatales de Nayarit de 2008 se llevaron a cabo el domingo 6 de julio de 2008, y en ellas fueron renovados los siguientes cargos de elección popular:
- 20 Ayuntamientos. Que encabezan el poder ejecutivo de los Ayuntamientos, compuestos por un Presidente Municipal y regidores, electos para un periodo de tres años no reelegibles para el periodo inmediato.
- 138 regidores. Que conformaran los cabildos de cada uno de los 20 Ayuntamientos, electos por cada una de las Demarcaciones en que son divididos los municipios, para un periodo de tres años no reelegibles para el periodo inmediato. Es la primera ocasión en Nayarit y en el país que los regidores son electos por voto directo y no por planilla junto a los presidentes municipales.
- 30 Diputados al Congreso del Estado. 18 electos por mayoría relativa en cada uno de los Distrito Electorales y 12 electos por el sistema de representación proporcional.

## Resultados electorales

Distribución de los Ayuntamientos por partido político

### Ayuntamientos
| Partido/Alianza                                    | Partido/Alianza                                          | Municipios |
| -------------------------------------------------- | -------------------------------------------------------- | ---------- |
|                                                    | Partido Acción Nacional                                  | 4          |
|                                                    | Coalición Por el Nayarit que todos Queremos (PRI, PANAL) | 12         |
|                                                    | Coalición Juntos por el Bien de Todos (PRD, PVEM)        | 4          |
|                                                    | Partido del Trabajo                                      | 0          |
|                                                    | Coalición Por el Bien de Nayarit (Convergencia, PRS)     | 0          |
|                                                    | Partido Alternativa Socialdemócrata                      | 0          |
| Fuente: Instituto Electoral del Estado de Nayarit. |                                                          |            |

#### Municipio de Tepic
|  | 5.4 % |

|  | 51.5 % |

|  | 35.3 % |

|  | 3.9 % |

|  | 1.3 % |

|  | 2.0 % |

|  | 100 % |

#### Municipio de Santiago Ixcuintla
|  | 13.1 % |

|  | 54.0 % |

|  | 15.5 % |

|  | 8.8 % |

|  | 4.3 % |

|  | 4.3 % |

|  | 2.8 % |

|  | 100 % |

#### Municipio de Compostela
- Héctor López Santiago  Hecho

#### Municipio de Acaponeta
- Saulo Alfonso Lora Aguilar  Hecho

#### Municipio de Ixtlán del Río
- Héctor Javier Sánchez Fletes  Hecho

### Diputados
| Partido/Alianza                                    | Partido/Alianza                                          | Distritos |
| -------------------------------------------------- | -------------------------------------------------------- | --------- |
|                                                    | Partido Acción Nacional                                  | 1         |
|                                                    | Coalición Por el Nayarit que todos Queremos (PRI, PANAL) | 15        |
|                                                    | Coalición Juntos por el Bien de Todos (PRD, PVEM)        | 2         |
|                                                    | Partido del Trabajo                                      | 0         |
|                                                    | Coalición Por el Bien de Nayarit (Convergencia, PRS)     | 0         |
|                                                    | Partido Alternativa Socialdemócrata                      | 0         |
| Fuente: Instituto Electoral del Estado de Nayarit. |                                                          |           |